# لایه‌های ترس
لایه‌های ترس (انگلیسی: Layers of Fear) یک بازی ویدئویی در ژانر وحشت روان‌شناختی است که توسط بلوبرتیم توسعه یافته و به‌وسیلهٔ آسپیر منتشر شده است. این بازی در فوریه ۲۰۱۶ به‌صورت جهانی برای لینوکس، مایکروسافت ویندوز، مک‌اواس، پلی‌استیشن ۴ و ایکس‌باکس وان منتشر شد.
در لایه‌های ترس، بازیکن یک نقاش از نظر روان‌شناسی را کنترل می‌کند که سعی دارد شاهکار خود را به گونه‌ای کامل کند که گویی در یک عمارت ویکتوریایی دیده می‌شود که رازهای گذشته‌اش را آشکار می‌کند. گیم پلی بازی، که در دیدگاه اول شخص ارائه می‌شود، داستان محور است و حول حل معما و کاوش است. دنباله بازی با عنوان لایه‌های ترس ۲ در اکتبر ۲۰۱۸ اعلام شد و در ۲۹ مه ۲۰۱۹ منتشر شد.